# Abas (fils de Lyncée)
Pour les articles homonymes, voir Abas.
Dans la mythologie grecque, Abas (en grec ancien Ἄβας) est le fils de Lyncée (fils d’Égyptos) et d’Hypermnestre ainsi que petit-fils de Danaos. Il succède à son père sur le trône d’Argos, et en devient le douzième roi,,.
Marié à Aglaea, il en a deux fils jumeaux, Proétos et Acrisios (qui lui succède), et une fille, Idoméné. On lui attribue également la paternité d’un fils illégitime, Lyrcos, éponyme de la région de Lyrcéia, en Péloponnèse. Il serait aussi l'ancêtre de Persée et de sa race tout comme d'Acrisios, d'Atalante ou de Danae. Ses descendants sont appelés les Abantiades.
Abas est en outre considéré comme le fondateur de la cité d’Abaé, en Phocide,.